# Дърниш
Дърниш (на хърватски: Drniš) е град в Хърватия, Шибенишко-книнска жупания, равно отдалечен (на 25 км) от двата най-големи града в провинцията - Шибеник и Книн.

## Общи сведения
Дърниш е разположен в планински район на 20 км от Адриатическото крайбрежие. През града преминава малката река Чикола, приток на Кърка.
Градът е свързан с шосе с Книн и Шибеник, както и с жп пътя Сплит - Книн - Загреб.
Околностите му са богати на полезни изкопаеми – боксит, гипс и кварц.

## История
Дърниш е споменат за първи път в договор за продажба на земя от 8 март 1494 г. Тук са намерени останки от средновековна крепост, издигната от рода Нелипич.
От 1415 г. Дърниш е подложен на непрекъснати грабежи и нападения от страна на османците, а от 1522 г. заедно със съседните градове Книн и Скрадин попада под османска власт. След като го завладяват, османците го превръщат в укрепен пункт за целите на завоевателната им кампания на Балканите заради важното му стратегическо положение. През 1674 г. при една от поредните Венецианско-турски войни, известна като Морейската война, градът е превзет от Венецианската република и почти напълно унищожен. Запазена е само джамията, която е превърната в християнска църква. След като е завзет от венецианците, градът е наново построен.
След падането на Венеция през 1797 г. е притежание на Австрия до 1806 г., за кратко на Наполеонова Франция от 1806 до 1813 г. и отново на Австрия до 1918 г. От 1918 до 1921 г. е окупиран от Италия. След това става част от Кралството на сърби, хървати и словенци, а след Втората световна война - на Югославия.
През 90-те години на XX век Дърниш се оказва в центъра на военните действия между хърватската армия и армията на Република Сръбска Крайна. На 16 септември 1991 г. сърбите атакуват града и на следващия ден го превземат, а много жители на Дърниш, хървати по произход, са принудени да бягат. По-голямата част от града е срината. През 1995 г. при операция „Буря“ хърватите си връщат Дърниш, при което сега вече сръбското население напуска града. След края на войната Дърниш е възстановен.

## Население
При преброяването от 2001 г. градът наброява 3332 жители, а цялата община 8595, от които 91,16 % са хървати и 7,63 % сърби.

## Личности, свързани с Дърниш
- Иван Мещрович (1883-1962), скулптор, архитект и писател, прекарал детството си в Дърниш, а по-късно живял известно време в с. Отавице на 7 км от Дърниш; в Отавице били пренесени и погребани и тленните му останки;
- Божидар Аджия (1890-1941), публицист